# Хел-Шоу, Генри Селби
Генри Селби Хеле-Шоу (28 июля 1854 - 30 января 1941) был английским механиком и автомобильным инженером. Он изобрел винт регулируемого шага, что внесло вклад в успех Британии в Битве за Британию; также проводил эксперименты по течению жидкости в тонком зазоре между двумя параллельными пластинками. В его честь названы течения в таких конфигурациях (течение Хеле-Шоу) и подобные экспериментальные установки (ячейка Хеле-Шоу, лоток Хеле-Шоу).

## Жизнь
Хеле-Шоу родился  в 1854 году в Лондоне.
В 1924 году Хеле-Шоу основал  Whitworth Society.
Он был награждён почетной грамотой института Франклина  в 1933 году.